# Federalna Unia Demokratyczna
Federalna Unia Demokratyczna – chrześcijańska, protestancka prawicowa partia polityczna działająca na terenie Szwajcarii. Partia została założona w 1975 roku po rozłamie dokonanym w partii Szwajcarscy Demokraci. W 1991 roku partia po raz pierwszy dostała się do parlamentu.
W wyborach w 2003 roku partia zdobyła 1,3% głosów co pozwoliło jej na wprowadzenie dwóch posłów.
Mimo że w 2007 roku partia zdobyła ponownie 1,3% głosów to jednak pozwoliło jej na wprowadzenie zaledwie jednego kandydata do parlamentu.